# كرايلسهايم مرلينز
كرايلسهايم مرلينز (بالإنجليزية: Crailsheim Merlins)‏ هو فريق كرة سلة ألماني تأسس في 1986. يلعب في الدوري الألماني لكرة السلة.

## وصلات خارجية
- الموقع الإلكتروني